# Olympische Sommerspiele 1968/Teilnehmer (Barbados)
| Gelbes Symbol für Goldmedaillen mit stilisierten Olympischen Ringen | Graues Symbol für Silbermedaillen mit stilisierten Olympischen Ringen | Braundes Symbol für Bronzemedaillen mit stilisierten Olympischen Ringen |
| ------------------------------------------------------------------- | --------------------------------------------------------------------- | ----------------------------------------------------------------------- |
| —                                                                   | —                                                                     | —                                                                       |

Barbados nahm bei den XIX. Olympischen Sommerspielen 1968 in Mexiko-Stadt erstmals als selbständiges Land an Olympischen Spielen teil. Acht Jahre zuvor war Barbados bei den Spielen in Rom Teil der Mannschaft der Westindischen Föderation. In der mexikanischen Hauptstadt war das Land mit einer Delegation von neun Sportlern vertreten. Es waren keine weiblichen Athleten für das Land anwesend.

## Teilnehmer nach Sportarten

### Gewichtheben
- Anthony Phillips
Männer, Bantamgewicht (– 56 kg)

### Leichtathletik
- Ezra Burnham
Männer, 400 m → ausgeschieden als 6. im 1. Vorlauf (47,9 s)
- Hadley Hinds
Männer, 200 m → ausgeschieden als 8. im 1. Vorlauf (22,3 s)

### Radsport
- Colin Forde
Männer, Straßenrennen
Männer, 4000-m-Einzelverfolgung → ausgeschieden als 22. in der Qualifikation
- Kensley Reece
Männer, Straßenrennen
Männer, Sprint → ausgeschieden in der 2. Runde
Männer, 1000-m-Zeitfahren → 27.
- Richard Roett
Männer, Straßenrennen
- Michael Stoute
Männer, Straßenrennen

### Schießen
- Milton Tucker
Männer, Kleinkaliber liegend → 72.

### Schwimmen
- Angus Edghill
Männer, 100 m Freistil → ausgeschieden als 6. im 1. Vorlauf (58,1 s)
Männer, 200 m Freistil → ausgeschieden als 8. im 1. Vorlauf (2:19,1 min)